# Броуд, Нил
Нил Броуд (англ. Neil Broad); род. 20 ноября 1966) ― бывший профессиональный теннисист, который представлял Великобританию на протяжении большей части своей карьеры. Является бывшей ракеткой № 1 Великобритании. Выиграл семь турниров АТП в парном разряде, а также завоевал серебряную медаль в парном разряде на летних Олимпийских играх 1996 года. Правша.

## Спортивная карьера
Броуд преимущественно играл в парных разрядах на протяжении всей своей карьеры. Достиг своей наивысшей позиции в парном рейтинге (№ 9) 9 апреля 1990 года. Лучшим результатом теннисиста на чемпионате Большого шлема было его выступление в парном разряде на Открытом чемпионате Австралии 1990 года, когда ему удалось дойти до полуфинала вместе со своим партнером Гэри Мюллером из ЮАР. Броуд играл за сборную Великобритании по теннису в Кубке Дэвиса с 1992 по 2000 год, одержав четыре победы при семи поражениях. Он завоевал серебряную медаль на Олимпийских играх в Атланте в 1996 году, играя в паре с Тимом Хенменом. Ушёл из профессионального тенниса в 2000 году.
Броуд выступал с Роджером Федерером в парном разряде на Открытом чемпионате Австралии в 2000 году, однако они потерпели поражение от Дэвида Макферсона и Питера Нюборга.

## Олимпиада

### Парный разряд: 1 (0-1)
| Результат | Год  | Покрытие | Партнёр    | Противники                 | Счёт          |
| --------- | ---- | -------- | ---------- | -------------------------- | ------------- |
| Серебро   | 1996 | Грунт    | Тим Хенмен | Тодд Вудбридж Марк Вудфорд | 4-6, 4-6, 2-6 |